# Rut Bryk
Linnea Rut Bryk (Estocolm, 18 d'octubre de 1916 – Hèlsinki, 14 de novembre de 1999) va ser una ceramista finlandesa. A través del seu gravat, disseny tèxtil i ceràmica, va desdibuixar amb èxit les línies entre l'art, l'artesania i el disseny. Es considera una reformadora clau de l'art ceràmic finlandès modern.

## Formació i primers anys
Els pares de Bryk eren Felix Bryk, un entomòleg austríac especialitzat en papallones, i Aino Mäkinen. Bryk va estudiar art gràfic a l'Art and the Central School of Helsinki entre 1936 i 1939 i va començar a treballar el 1942 a la Fàbrica Aràbia de Hèlsinki, amb Birger Kaipiainen. Els primers treballs de Bryk inclouen dissenys gràfics per a targetes de felicitació i portades de llibres, així com objectes de ceràmica, envasos de colors, safates i joies. A mitjans de la dècada de 1940 va fer plats de faiança caracteritzats per colors pastel i escenes de dones amb barrets elegants i passejos pel parc. Aquest gir cap a l'idíl·lic s'ha interpretat com una resposta als horrors de la Segona Guerra Mundial.

## Finals de la dècada de 1940 - 1950
La seva obra de finals dels anys 40 i 50 deixa enrere la ingenuïtat anterior per donar pas a treballs més complexos i expressionistes. Les figures es comencen a construir a partir de camps de color i relleu: aquesta manera de treballar creava una forta sensació de contrast entre les seccions vidriades i no esmaltades. La temàtica també canvia, i inclou motius bíblics, arquitectura gòtica i renaixentista.

## Dècada de 1960 en endavant
A la dècada de 1960, el treball de Bryk canvia de nou, ja que va construir mosaics ceràmics a gran escala destinats a espais públics fets amb rajoles petites individuals. La seva temàtica anteriorment narrativa i figurativa va ser substituïda per l'abstracció geomètrica. Va fer composicions especialment complexes, que utilitzen la naturalesa tridimensional de les rajoles i els canvis d'esmalt per crear patrons amb ombra, llum i reflexos.

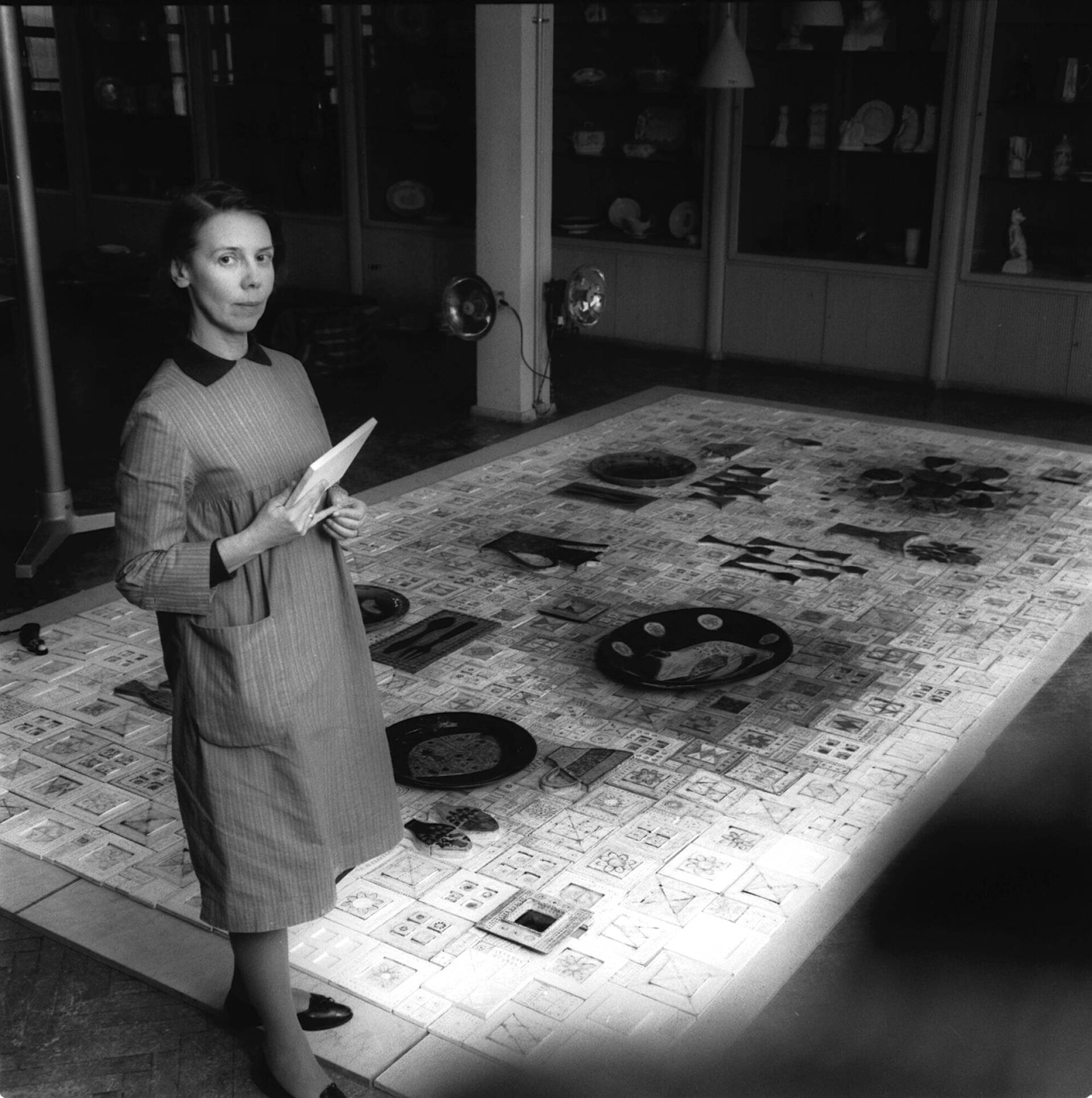
Rut Bryk, al febrer de 1961

Les peces més famoses de Bryk en aquesta etapa són City in the Sky (1975), City by the Water (1982), el relleu ceràmic Skyskrapor vid havet (Gratacels al costat del mar), a Aràbia (1983), l'escala del vestíbul de l'Ajuntament de Hèlsinki, així com el relleu de paret de set panells Ice Flow (1987–91), exposat a Mäntyniemi, la residència oficial del president de la República, a Talludden, Hèlsinki.
Als anys seixanta, Bryk es va tornar a comprometre amb el disseny de teixits i va crear una col·lecció per a Vaasan Puuvilla-Finlayson, un fabricant de cotó. Les teles resultants es venien a metres i es compraven per a estovalles, roba de llit i tovalloles. D'aquesta manera, Bryk va demostrar que se sentia còmoda treballant tant amb les belles arts com amb objectes comercials, i que era experta en molts mitjans.

## Els motius
Les seves primeres obres presentaven motius decoratius màgicsː flors i fades i colors lluminosos. Els temes eren figuratius, sovint ingenus, poètics i brillants de color. Les formes geomètriques bàsiques es van incorporar com a decoració en les escenes quotidianes de la seva obra dels anys 40 i 50, i des dels anys 60 han ocupat el lloc central. Les obres dissenyades als anys 70 i 80 s'han constituït en gràfics més arquitectònics.

## Premis
El 1951, Bryk va guanyar el primer premi a la Triennal de Milà. Això era per a dissenys de rajoles. Bryk va rebre la medalla Pro Finlandia el 1962 i el Premi Estatal de Disseny de Finlandia el 1974. Va ser guardonada com a cavaller de l'Orde de la Rosa Blanca de Finlàndia de Primera Classe el 1982 i el Premi d'Arts Visuals de l'Església el 1987. Va rebre un Doctorat en Filosofia honoris causa per la Universitat de Hèlsinki el 1994.
Durant 2019 i 2020 una exposició itinerant sobre l'obra de l'artista, «Rut Bryk: Touch of a Butterfly», amb dues-centes peces, es pogué veure a quatre museus del Japó –el primer dels quals la Tokyo Station Gallery– i permeté repassar en profunditat cinc dècades de treball artístic.

## Vida personal
Bryk es va casar amb Tapio Wirkkala i va tenir dos fills: Sami Wirkkala (nascut el 1948) i Maaria Wirkkala (nascuda el 1954). Sami és dissenyador d'interiors i músic i Maaria és una artista contemporània.
Bryk va morir a Hèlsinki el 1999 i està enterrada al cementiri de Hietaniemi de Hèlsinki a la mateixa tomba que el seu marit.

## Premi Tapio Wirkkala - Rut Bryk
Des de 2016, any del centenari del seu naixement, s'atorga el Premi Tapio Wirkkala - Rut Bryk en memòria d'aquesta parella d'artistes i dissenyadors. El guardó es concedeix cada tres anys per reconèixer i premiar l'excel·lència professional, la novetat en el disseny i l'expertesa en el coneixement dels materials i l'artesania tradicional.

## Documental
Rut Bryk: Perhosen kosketus (Rut Brykː Toc d'una papallona) és un documental que retrata l'obra i la personalitat artística de Rut Bryk, pionera de l'art ceràmic modern. Escrit i dirigit al 2019 per Yehia Eweis i Laura Kokkonen, amb una durada de 50', ha estat produït per EMMA, el Museu d'Art Modern d'Espoo.